# Karakuri kiden Hiwou senki
 (novembre 2023).
Si vous disposez d'ouvrages ou d'articles de référence ou si vous connaissez des sites web de qualité traitant du thème abordé ici, merci de compléter l'article en donnant les références utiles à sa vérifiabilité et en les liant à la section « Notes et références ».
Karakuri kiden Hiwou senki (機巧奇傳　ヒヲウ戦記) est un anime produit en 2001 par les Studio Bones. L'action se déroule pendant l'ère Meiji.